# Richard Wolter
Richard Wolter (* 8. Juni 1963 in Braunschweig) war von 1984 bis 2009 Schiedsrichter in der Hockey-Bundesliga. Er beendete seine einmalige Laufbahn nach 555 Bundesligaspielen im Rahmen der deutschen Endrunde im Juli 2009 und hat damit die bisher meisten Hockeybundesligaspiele geleitet.

## Leben
1981 wurde das Mitglied des MTV Braunschweig mit 18 Jahren als Schiedsrichter lizenziert. Bereits drei Jahre später übertrug ihm der Deutsche Hockey-Bund die Leitung von Spielen der Bundesliga. 1987 wurde Wolter durch den Welthockeyverband, FIH, als internationaler Schiedsrichter qualifiziert und dort kurze Zeit später mit der Krone auf dem Schiedsrichterabzeichen als sogenannter „Grade 1 Umpire“ eingestuft.
Er war bis zu seinem Karriereende in der höchsten Kategorie, der „Worldcup- and Olympiclist“ verzeichnet und hatte Einsätze bei drei Olympischen Spielen 1992, 1996 und 2000 sowie drei Feldhockeyweltmeisterschaften 1994, 1998 und 2002 sowie der ersten Hallenhockey-Weltmeisterschaft 2003 in Leipzig. Wolter war auch für die Hallenhockey-Weltmeisterschaft in Wien im Februar 2007 nominiert; seine Teilnahme musste er aber ebenso wie seinen Einsatz bei der Feldhockey-WM 2006 in Mönchengladbach wegen einer bei einem Motorradunfall erlittenen Verletzung absagen.
Im Rahmen der Final 4 im Juni 2006 wurde der internationale Schiedsrichter für sein 500. Bundesligaspiel durch Jan-Jochen Rommel, Vorstand Schiedsrichter des Deutschen Hockey-Bundes, ausgezeichnet und geehrt. Bei dieser Endrunde um die deutsche Meisterschaft leitete Wolter zum 27. Mal ein Endspiel um die deutsche Meisterschaft. Er war Schiedsrichter bei 19 Feld- und bei 19 Hallenhockeyendrunden um die deutsche Meisterschaft im Hockey.
Wolter engagiert sich in der Schiedsrichterausbildung des Niedersächsischen Hockeyverbandes (NHV) und bekleidet dort das Amt des Schiedsrichterobmannes.

## Privates
Richard Wolter ist mit der ehemaligen Hockeybundesligaschiedsrichterin Renate Peters verheiratet.